# På farfars tid
På farfars tid. TV-underhållning i fyra delar, sänt i SVT 2 1980.
På farfars tid var en gammaldags estradunderhållning med varieténummer, sång och musik, inspelat på Berns salonger i Stockholm 1980. Anders Gernandt var konferencier och i övrigt medverkade bl.a. Stig Järrel, Eva Serning, Agneta Lindén, Sune Mangs, Lena Dahlman, Ted Åström, Hasse Burman, Anna Sundqvist, Ewa Roos och Stig Grybe.
Ett avsnitt ur serien har sänts i repris på 1990-talet samt 2012 under rubriken Minnenas television.

## Källhänvisningar
1. 1 2  På farfars tid, eftertexter.[källa från Wikidata]
2. ↑  Svensk mediedatabas, läs online.[källa från Wikidata]